# إيفون فونتين
إيفون فونتين (بالفرنسية: Yvonne Fontaine)‏ هي عسكري فرنسية، ولدت في 3 أغسطس 1913، وتوفيت في 9 مايو 1996.